# Hemigellius calyx
Hemigellius calyx är en svampdjursart som först beskrevs av Ridley och Arthur Dendy 1886.  Hemigellius calyx ingår i släktet Hemigellius och familjen Niphatidae. Utöver nominatformen finns också underarten H. c. indica.